# Štravberk
Štravberk – wieś w Słowenii, w gminie miejskiej Novo mesto. W 2018 roku liczyła 26 mieszkańców. 